# Louis Anquetin
Louis Anquetin (født 26. januar 1861 i Étrépagny, død 19. august 1932 i Paris) var en fransk maler. Han var aktiv indenfor syntetismen og cloisonismen.